# ساویتری جیندال
ساویتری جیندال (انگلیسی: Savitri Jindal؛ زادهٔ ۲۰ مارس ۱۹۵۰ ‏(۷۵ سال)) سیاستمدار، کارآفرین و سرمایه‌دار اهل هند است، که مالک و رئیس هیئت مدیره گروه جیندال می‌باشد.